# NGC 3524
NGC 3524 је лентикуларна галаксија у сазвежђу Лав која се налази на NGC листи објеката дубоког неба.
Деклинација објекта је + 11° 23' 6" а ректасцензија 11h 6m 32,1s. Привидна величина (магнитуда) објекта NGC 3524 износи 12,6 а фотографска магнитуда 13,5. NGC 3524 је још познат и под ознакама UGC 6158, MCG 2-28-50, CGCG 66-112, KCPG 267B, PGC 33604.